# Бениан-бегони
Бениан-бегони (груз. ბენიან-ბეგონი) — село в Грузии, в муниципалитете Душети края Мцхета-Мтианети. 

## География
Село расположено в северной части края, в 64 километрах по прямой к северо-западу от центра муниципалитета Душети. Высота центра — 1680 метров над уровнем моря.

## Население
По данным переписи населения 2014 года, в селе проживало 12 человек.
| Год  | Население | Мужчины | Женщины |
| ---- | --------- | ------- | ------- |
| 2002 | 65        | 32      | 33      |
| 2014 | 12        | 5       | 7       |